# مقام اعیانی
مقام اعیانی (انگلیسی: Peerage) یا مقام اشرافی یک سازوکار حقوقی است که از لحاظ تاریخی شامل عناوین مختلف اشرافیت موروثی — و در برخی مواقع اشرافیت انتصابی (غیر ارثی) — در برخی از کشورها است که می‌تواند متشکل از رده‌های مختلفی از نجبا باشد.